# Ханс Волшлегер
Ханс Волшлегер (на немски: Hans Wollschläger) е немски писател и преводач, автор на литературна критика, публицистика и есета.

## Биография
Ханс Волшлегер е роден през 1935 г. в семейство на пастор. Израства в Минден, Херфорд, Есен и Бон. През 1948/1949 г. взима уроци по пиано и орган, а през 1955 г. полага матура в Херфорд. Следва църковна музика, дирижиране и композиция в Северозападната немска музикална академия в Детмолд, но през 1957 г. прекъсва. Започва работа като редактор на свободна практика в издателство Карл Май в Бамберг.
Признание донася на Волшлегер преводът му на романа „Одисей“ от Джеймс Джойс, над който работи няколко години до 1976 г. Високо оценени са също пространната му биография на Карл Май и изследванията му върху Карл Краус, Густав Малер и Арно Шмит.

## Награди и отличия
- Förderpreis für Literatur des Landes Nordrhein-Westfalen (1968)
- „Голяма литературна награда на Баварската академия за изящни изкуства“ (1976)
- Deutscher Jugendbuchpreis (für Übersetzungen) (1977)
- „Награда Арно Шмит“ (1982)
- „Нюрнбергска награда“ (1982)
- Член на Немската академия за език и литература (1983)
- Stipendium des Deutschen Literaturfonds (1986)
- Deutscher Sprachpreis (1988)
- E.-T.-A.-Hoffmann-Preis der Stadt Bamberg (1989)
- Ehrengabe der Deutschen Schillerstiftung Weimar (1995)
- Berganza-Preis (1997)
- „Федерален орден за заслуги“ (2000)
- Kulturpreis der Bayerischen Landesstiftung (2001)
- Friedrich-Rückert-Preis der Stadt Schweinfurt (2003)
- „Награда Фридрих Баур“ (2005)
- „Награда Аугуст фон Платен“ (2007, posthum)